# 560-ih pr. Kr.
1. tisućljeće pr. Kr.
◄ | 7. stoljeće pr. Kr. | 6. stoljeće pr. Kr. | 5. stoljeće pr. Kr.► | 
◄ | 590-ih pr. Kr. | 580-ih pr. Kr. | 570-ih pr. Kr. | 560-ih pr. Kr. | 550-ih pr. Kr. | 540-ih pr. Kr. | 530-ih pr. Kr. | ►
569. pr. Kr. | 568. pr. Kr. | 567. pr. Kr. | 566. pr. Kr. | 565. pr. Kr. | 564. pr. Kr. | 563. pr. Kr. | 562. pr. Kr. | 561. pr. Kr. | 560. pr. Kr.

## Glavni događaji
- 568. pr. Kr. - Amtalqa nasljeđuje svog brata Aspeltu kao kralj Kuša.
- 562. pr. Kr. - Amel-Marduk nasljeđuje Nabukodonosora II. kao kralj Babilonije.
- 560. pr. Kr. - Nergal-šar-usur nasljeđuje Amel-Marduka kao kralj Babilonije.
- 560/561. pr. Kr. - Krez postaje kraljem Lidije.
- 560. pr. Kr. - Pizistrat zauzima Akropolu u Ateni i proglašava se tiranom. Zbačen je iste godine.
- 560. pr. Kr. (procjena) - Izrađen je Moskofor s Atenske akropole.

## Istaknute ličnosti
- Travanj 563. pr. Kr. - Rođen u Lumbiniju Siddhartha Gautama, kasnije poznat kao Gautama Buddha. Indijski religiozni vođa, osnivač Budizma.
- 563. pr. Kr. - Umire Nabukodonosor II., babilonski vladar.